# Ardabīlak
Ardabīlak (persiska: اردبيلك, اَرداويلاق) är en ort i Iran.   Den ligger i provinsen Qazvin, i den nordvästra delen av landet, 150 km nordväst om huvudstaden Teheran. Ardabīlak ligger 1 724 meter över havet och antalet invånare är 801.
Terrängen runt Ardabīlak är lite bergig, och sluttar söderut.Runt Ardabīlak är det ganska tätbefolkat, med 108 invånare per kvadratkilometer. Närmaste större samhälle är Qazvin, 14,4 km söder om Ardabīlak. Trakten runt Ardabīlak består i huvudsak av gräsmarker.